# Втурек (Островський повіт)
Втурек (пол. Wtórek) — село в Польщі, у гміні Острув-Велькопольський Островського повіту Великопольського воєводства.
Населення — 1258 осіб (2011).

## Демографія
Демографічна структура станом на 31 березня 2011 року:
|          | Загалом | Допрацездатний вік | Працездатний вік | Постпрацездатний вік |
| -------- | ------- | ------------------ | ---------------- | -------------------- |
| Чоловіки | 595     | 135                | 402              | 58                   |
| Жінки    | 663     | 159                | 392              | 112                  |
| Разом    | 1258    | 294                | 794              | 170                  |